# Lucanus elaphus
Espèce
Lucanus elaphus, le « lucane cerf-volant géant », est une espèce d'insectes coléoptères de la famille des Lucanidae, sous-famille des Lucaninae, du genre Lucanus, et du sous-genre Lucanus (Lucanus), que l'on rencontre en Amérique du Nord. Bien que nettement plus petite que le Lucanus cervus d'Europe et du Proche Orient, c'est la plus grande espèce du genre en Amérique.

## Description
Lucanus elaphus se distingue par un dimorphisme sexuel. Le mâle mesure entre 30 et 40 mm sans ses mandibules et entre 45 et 60 mm avec ses mandibules. La femelle mesure entre 30 et 35 mm. À la différence de Lucanus capreolus, il est plus sombre et son pronotum est lisse.

## Répartition
Cette espèce se rencontre dans les États centraux des États-Unis: Virginie, Oklahoma, Illinois, Caroline du Nord et Caroline du Sud. On peut le rencontrer plus rarement en Arkansas, Alabama et au Delaware, et dans des zones limitrophes.

## Liens externes

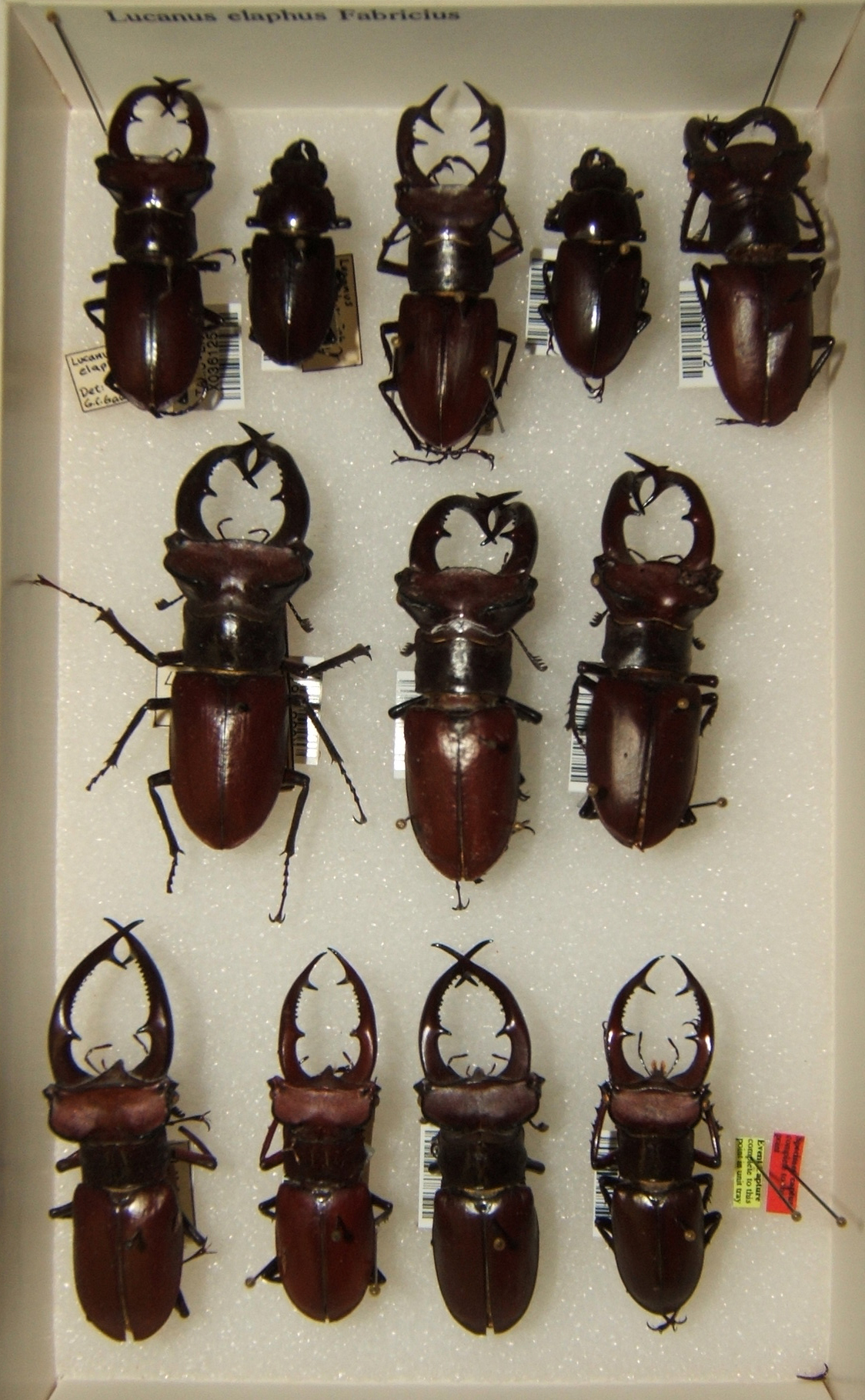
Variations de Lucanus elpahus

## Habitat
Il apprécie les forêts de feuillus.